# Liva Weel
Olivia 'Liva' Marie Weel, født Olsen (født 31. december 1897 i København, død 22. maj 1952 i København) var en dansk komedienne, sangerinde og skuespillerinde.
Liva Weel voksede op på Vesterbro i København, hvor hun boede med sine forældre (kriminalassistent Carlo Martin Ingomar Olsen (1867-1931) og hustru Marie Christine Dorthea Olivia Josephine Olsen, f. Petersen (1873-1920)) i Mysundegade og Istedgade.
17 år gammel begyndte Liva at uddanne sin sangstemme hos operasangerinde og musikpædagog Hedevig Quiding (16.09.1867 – 22.10.1936) og fik også sanguddannelse hos Vilhelm Herold. I 1917 optrådte hun første gang som sanger ved et teselskab arrangeret af Hedevig Quiding i Politikens Hus. Det førte til et engagement ved revyen i Odder og siden i Nykøbing F. Hendes debut i Nykøbing F. (1917) blev en stor succes, og hun blev engageret til Scalarevyen 1918 – det kom til at vare i 10 år. På Scala dannede hun bl.a. par med Carl Alstrup, og det blev også til seriøse roller.
Hendes karriere begyndte i 1917, da hun som 19-årig sang sin første revyvise i Odder Sommerteater. Siden debuten medvirkede hun i en lang række revyer og film.
På Det kongelige Teater gæsteoptrådte hun i 1930 som Pernille i Holbergs Den Stundesløse.
Den 10. december 1921 giftede Liva sig i Holmens Kirke med skuespiller og teaterdirektør Arne Weel, med hvem hun i 1922 fik sønnen Jørgen Weel. Liva og Arne Weel blev skilt i 1924. Den 28. juli 1933 giftede Liva Weel sig igen på Frederiksberg med snedkermester Fritz Hueg (31.01.1905 – 15.11.1971). Året efter blev de skilt.
I slutningen af 1920'erne lærte Liva Weel forfatteren Poul Henningsen (1894-1967) at kende. Det kom til at sætte dybe spor i hendes karriere. Han skrev en lang række af de sange, som man i dag forbinder med Liva Weel. Som "Man binder os på mund og hånd" fra revyen Dyveke i Riddersalen 1940 – umiddelbart efter besættelsen af Danmark. Poul Henningsen skrev teksten til Kai Normann Andersens melodi.
Hendes liv blev filmatiseret i DR tv-serien Kald mig Liva (1992) på fire afsnit. Året efter udkom Sven Holms tekst i romanform på Aschehougs forlag.

## Filmografi
- Odds 777 – 1932
- De blaa drenge – 1933
- Cocktail – 1937
- Frøken Møllers jubilæum – 1937
- Under byens tage – 1938
- Ta' briller på – 1942
- Smedestræde 4 – 1950